# 坂井里会
坂井 里会（さかい りえ、11月22日 - ）は、日本の女優、ロック・ボーカリスト、シンガーソングライター、MC。東京都国分寺市出身。本名同じ。

## 人物
大成高等学校在学時、真美（劇団夢の遊眠社出身女優）主宰『アクトマミーズ』に入所してレッスンを積む。俳優業のほかにロックバンドの作詞・作曲・ボーカルを担当。イベントMC、ラジオDJとしても活動中。姉がいる。

## 主な出演作品

### ドラマ
・カオスボックス(TOKYO MX2)
第8話『永遠の恋人』(2024年10月12日)
-W主演 梨枝子 役
- 妖ばなし （TOKYO MX2）
  - 第10話「濡女」[リンク切れ]」（2017年6月3日） - 牛木清巳 役
  - 第23話「小袖の手」（2018年3月10日） - ショップ店員 里会 役、挿入歌「Diary」
  - 第29話「垢嘗」（2018年8月18日） - 垢嘗 役
  - 第30話「人面瘡」（2018年8月25日） -主演 エリ 役、衣装協力
  - 第42話「わろどん」（2019年8月17日） - 村人、高子役
  - 第47話「アマビヱ」（2020年7月18日） - アマビエ 役
  - 第65話「火車と異獣」（2021年9月25日） - 語り
  - 第69話「こそこそ岩」（2021年10月23日） - 課長 役
  - 第78話「経凛々」（2022年8月27日） - W主演 丹下玉美 役
  - 第90話「見越入道」（2023年8月19日） - 主演 エリー 役 挿入歌
- 武蔵忍法伝 忍者烈風 （TOKYO MX2）
  - 第6期第1話「心に巣食う鬼」（2019年2月2日） - 杉内エリ 役

### 映画
- オメガプロジェクト制作映画「プレイボール」（2002年） - 主人公の後輩、西村の彼女役
- 真・女立喰師列伝歌謡の天使・クレープのマミ（2007年） - アイドル役
- 牙狼シリーズ「神の牙」（2018年） - ゴスロリホラー役
- 「アイドルスナイパーNEO」（2019年） - くノ一スナイパー桜桃役
- 「最終章・罔象女の神話」（2019年） - 主演。ホラーDVD『やめて3』に収録
- 「人間妖怪鬼鈴」（2020年） - アマビエの声
- 「夜光～ある定時制高校の物語～」（2021年） - 主人公の妻、日野笙子役
- 「ファンタスマゴリー ザ・ゴーストショー」（2022年） - 類人猿、退化の声

### CM
- エバラ焼肉のたれ（1999年）

### 携帯ムービー・ネットシネマ
- 動画配信サイト　XCREAM 「奇妙で奇怪な怪神話～アザを生む石」監督：遊山直奇

### 舞台
- 『アクトマミーズ』第一期生（1997年 - 2003年、全4回公演参加）。
- 劇団「東京豪華（デラックス）」（2003年 - ）第2回公演「拝啓、時代にのみ込まれた人へ」
- 小野プロデュース
  - 第21回公演「目指せ!昭和祭り〜いくつになっても青春グラフティ」
  - 第22回公演「女性専科!ミラクルセブン〜男って生物教えます〜」
- 錆びた少女（2006年、アロッタファジャイナ）

### イベント
- 2003年
  - サザンオールスターズ「真夏の秘宝館!inお台場」MC
  - フジテレビお台場冒険王「湾岸テレビ」MC・キャスト
- 2004年 - ナンジャタウン内イベント・ショー等にMC・キャストとして不定期参加
- 2016年8月27日　国分寺青年会議所主催「Bunji Global Festa」MC
- 2017年
  - 7月28日・29日　国分寺青年会議所主催「Bunji Global Festa」MC
  - 11月25日　一般社団法人ペットライフデザイン協会主催「たまペット」メインステージMC

### モデル
※学生時代は読者モデルなどもしていた。
- 1999年　カップラーメン「チェキラ」のパッケージモデル
- 2004年　美容室「stuff」のモデルとして、川越S+（エスプラス）ヘアショー・高田馬場アリミノヘアショー
- 2005年　六本木ヴェルファーレヘアコンテストショー参加
- 2007年2月1日 - 4日 二階健監督 写真作品展「Murder Goose〜マザーグース殺人事件〜」にモデルとして参加。アートスペース「MASUO」